# Paul von Uckro
Paul Hans Emil von Uckro (* 16. Dezember 1862 in Pitschen; † 10. Februar 1919 in Berlin-Lichterfelde) war Senatspräsident des Reichsversicherungsamtes und Rittergutsbesitzer.

## Leben
Die Vorfahren stammen aus Wandsbek und hießen Schlesinger. Sein Vater Ludwig Schlesinger (1792–1874) war Grundbesitzer in der Niederlausitz, dem die Rittergüter Uckro, Paserin, Pickel sowie Pitschen, sämtlich bei Luckau, gehörten. Er erhielt am 16. Juli 1855 die Genehmigung zum Führen des Familiennamens „Uckro“ und wurde am 7. Januar 1865 durch König Wilhelm I. in den erblichen preußischen Adelsstand erhoben.
Paul war ein Sohn des Gutsbesitzers Emil von Uckro (1827–1900) und dessen Ehefrau Johanna, geborene Heller (1836–1910). Er hatte noch eine ältere Schwester.
Um 1880 besuchte Paul von Uckro das Königliche Gymnasium Dresden-Neustadt. Als Student war Uckro Mitglied des Corps Hansea Bonn. Seinen Militärdienst leistete er beim Husaren-Regiment „König Wilhelm I.“ (1. Rheinisches) Nr. 7 ab, dem er dann als Leutnant der Reserve angehörte.
Seine Ehefrau wurde 1900 die Offizierstochter Friederike Minka von Köppen (1872–1956), Tochter des Gustav von Köppen und der Adele von Müller. 1910 nach dem Tod des Vaters erbte er den Besitz Uckro mit direkt 475 ha, 340 ha in Paserin, 310 ha in Pickel und für Rittergut Pitschen 688 ha. Der Besitz wurde zum Familienfideikommiss bestimmt. Paul von Uckro war zunächst Regierungsassessor in Görlitz und dann im Reichsversicherungsamt tätig. In dieser Institution war Uckro ständiges Mitglied des Senats.
Erbe seiner Begüterungen wiederum wurde sein Sohn Johannes (Hanns) von Uckro  (1901–1943) samt Familie, dessen Gattin Erika Herbig-Wüstermarke, als Nacherbe Enkel Hanns-Detlef. Hanns von Uckros Geschwister waren Christiane, Jutta, Barbara, Waldtraut und Günther. Hanns von Uckro vertrat Ende der 1920er Jahre die landwirtschaftlichen Großbetriebe des Kreises Luckau.
Uckros Onkel war der in Thüringen lebende Oberregierungsrat Rudolf von Uckro. Seine drei Söhne mit Selma von Beeren erwählten sämtlich den Offiziersberuf, so wurde u. a. Fritz von Uckro Oberst und Chefadjutant beim Großherzog Wilhelm Ernst von Sachsen-Weimar-Eisenach.